# Max Bögl
Max Bögl Stiftung & Co. KG er en tysk bygge- og anlægsvirksomhed med hovedkvarter i Sengenthal i Neumarkt in der Oberpfalz.
Max Bögl senior grundlagde en murerforretning i 1929. I 1955 ændrede Max Bögl junior virksomheden til at arbejde med vej- og kanalbyggeri. I 1974 blev Max Bögl Bauunternehmung GmbH & Co. KG grundlagt i Erlangen.